# Upper Slaughter
Upper Slaughter – wieś i civil parish w Anglii, w hrabstwie Gloucestershire, w dystrykcie Cotswold. Leży 33 km na wschód od miasta Gloucester i 123 km na zachód od Londynu. W 2011 roku civil parish liczyła 177 mieszkańców. Upper Slaughter jest wspomniana w Domesday Book (1086) jako Sclostre.